# Astragalus paralipomenus
Astragalus paralipomenus är en ärtväxtart som beskrevs av Aleksandr Andrejevitj Bunge. Astragalus paralipomenus ingår i släktet vedlar, och familjen ärtväxter. Inga underarter finns listade i Catalogue of Life.